# Vaux-sous-Chèvremont
Pour les articles homonymes, voir Vaux et Chèvremont (homonymie).
Vaux-sous-Chèvremont (en wallon Li Vå-dzo-Tchivrimont) est une section de la commune belge de Chaudfontaine située en Région wallonne dans la province de Liège.
Elle borde la Vesdre, un affluent de l’Ourthe.

## Toponymie
Le village tire son nom du Château de Chèvremont, aujourd'hui disparu, qui le surplombait.

## Démographie
- Sources : INS, Rem. : 1831 jusqu'en 1970 = recensements, 1976 = nombre d'habitants au 31 décembre.

## Héraldique
|  | Blasonnement : Coupé : en chef, parti : au 1 d'azur à la Vierge couronnée, tenant l'Enfant Jésus sur le bras senestre, le tout d'argent, au 2 d'or à une aigle bicéphale éployée de sable, surmontée de la couronne impériale, aussi d'or ; en pointe, de gueules à un château-fort d'or, ouvert du champ, maçonné de sable, sommé de trois tourelles rondes, celle du milieu plus élevée que les autres, accosté à dextre d'une étoile à six rais et à senestre d'une fleur de lis, aussi d'or. - Arrêté royal : 22 avril 1969 |

## Patrimoine et culture

### Patrimoine architectural

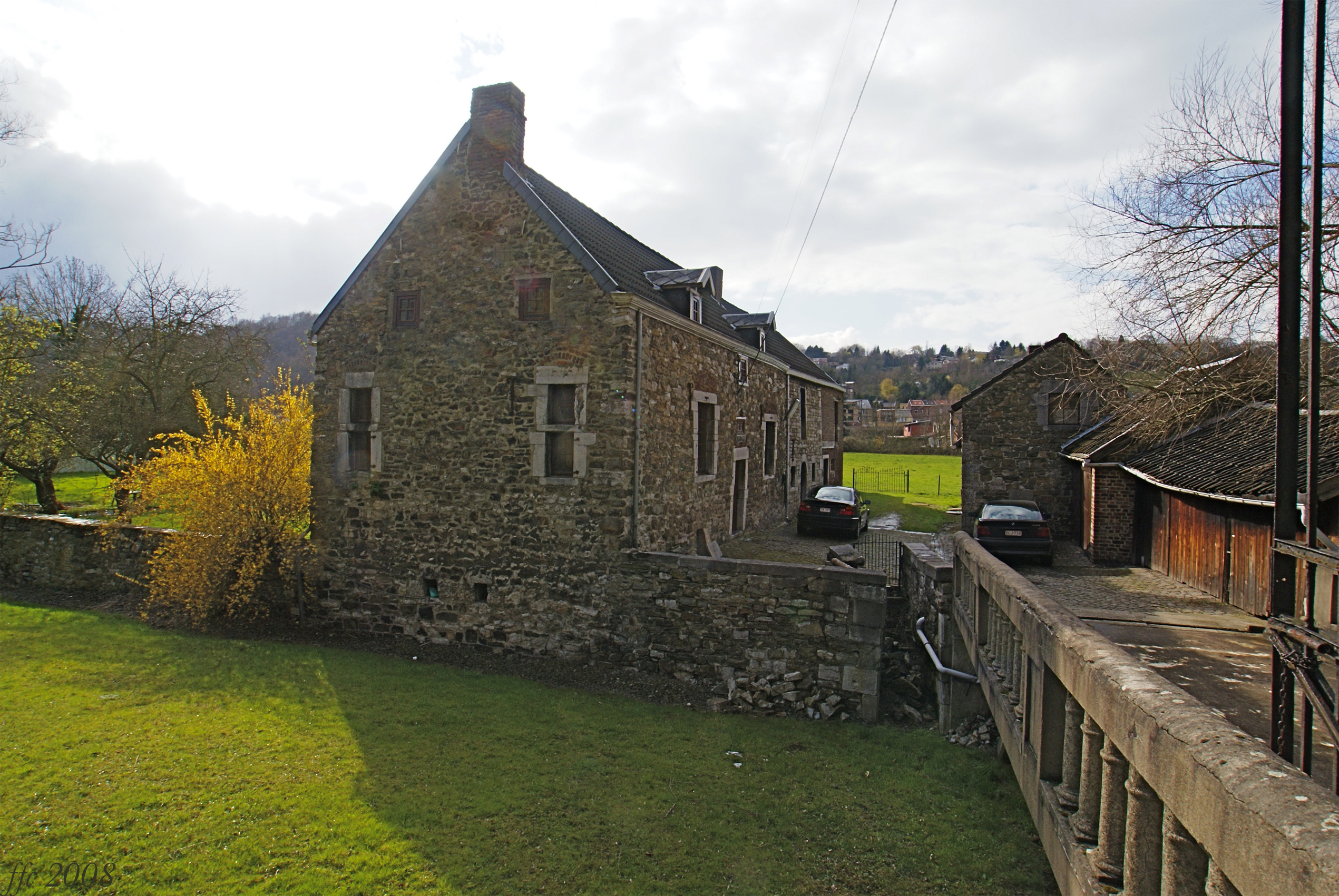
Le moulin de Curtius et son drain (asséché).

- La basilique Notre-Dame de Chèvremont et le couvent des Carmes de Chèvremont.
- La chapelle des jésuites anglais de Chèvremont en haut du chemin de croix.
- Le moulin de Curtius, la fabrique de poudre à canon de l'industriel liégeois Jean Curtius.
- L'église Sainte-Vierge-Marie de Vaux-sous-Chèvremont.

## Enseignement
L’école du Val : le village de Vaux-sous-Chêvremont compte une école primo-maternelle. Autrefois composée de trois infrastructures, elle est aujourd'hui regroupée en une seule implantation située rue de la Station laissant ainsi de la place pour la bibliothèque, et autres activités culturelles. Le nom du bâtiment de la nouvelle école est Jacques Bailly.
Ce regroupement a été mené à bien par la directrice Corinne Tournay, aussi à l'origine du nouveau nom de l'école : École du Val. Cette école est à la pointe des technologies informatiques puisqu'elle a été une des premières en Belgique à se munir d'une connexion internet à l'initiative d'un enseignant primaire honoraire Freddy Mars.

## Photographies

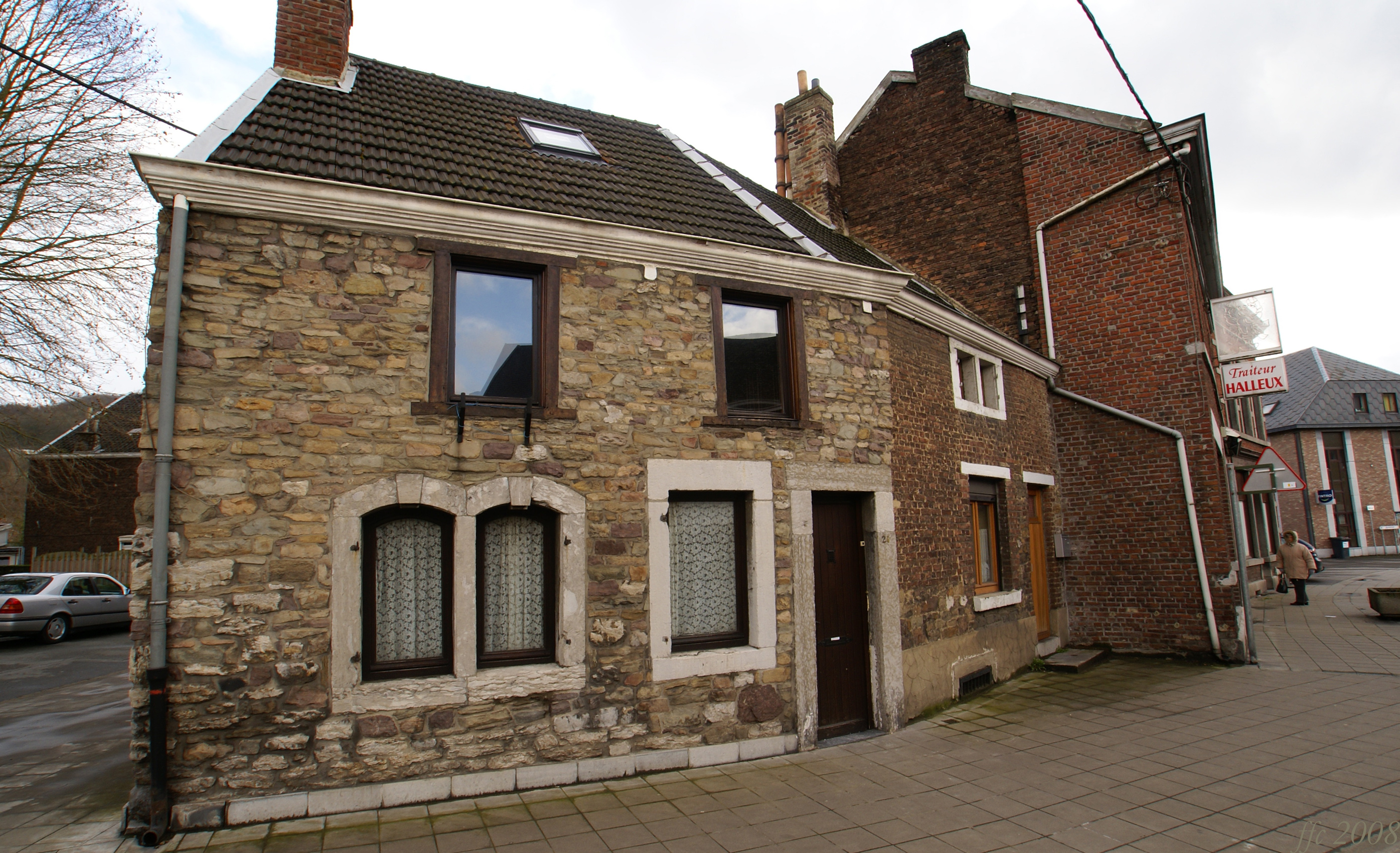
Place Théodore Foguenne.
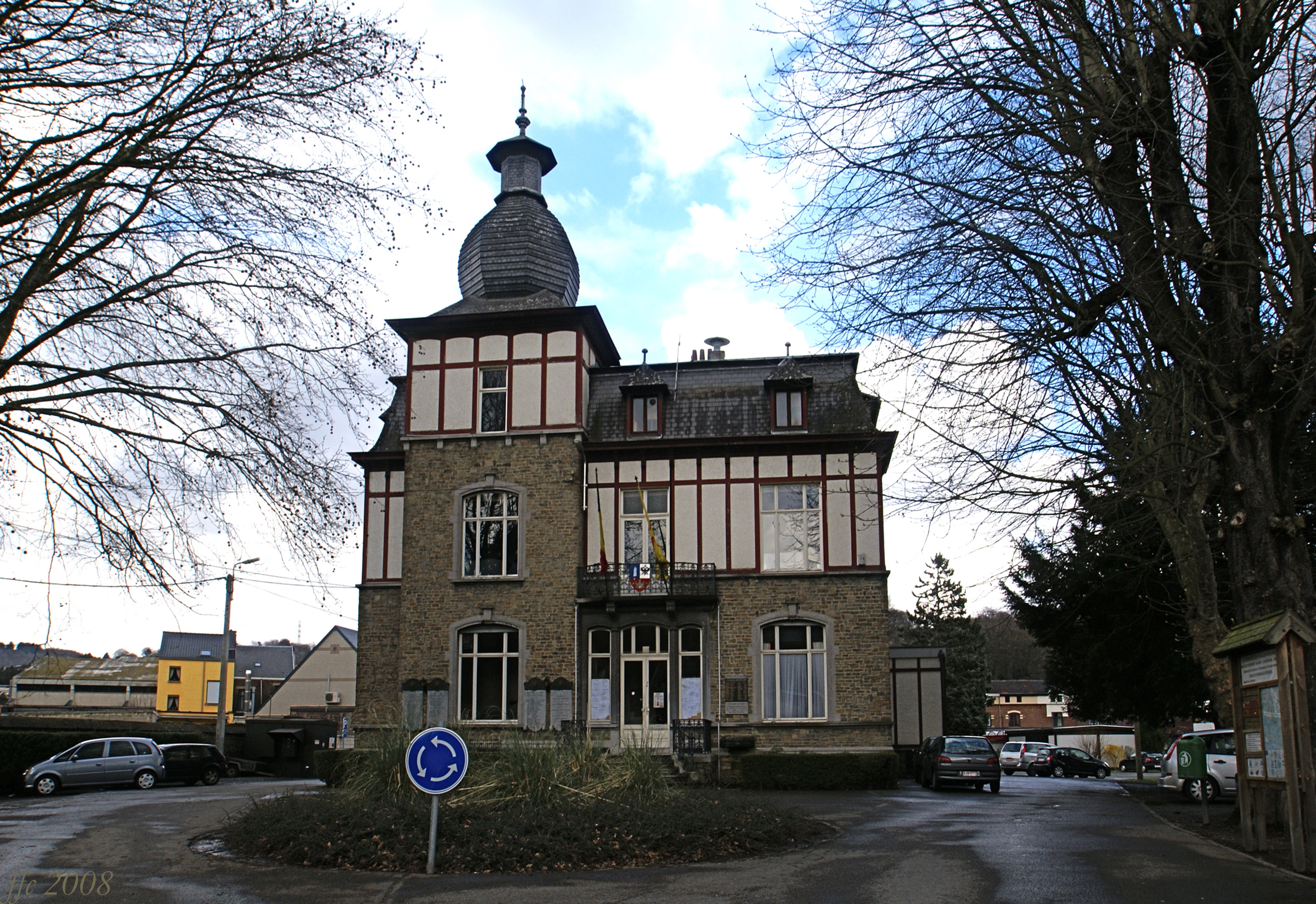
Ancienne Maison communale.
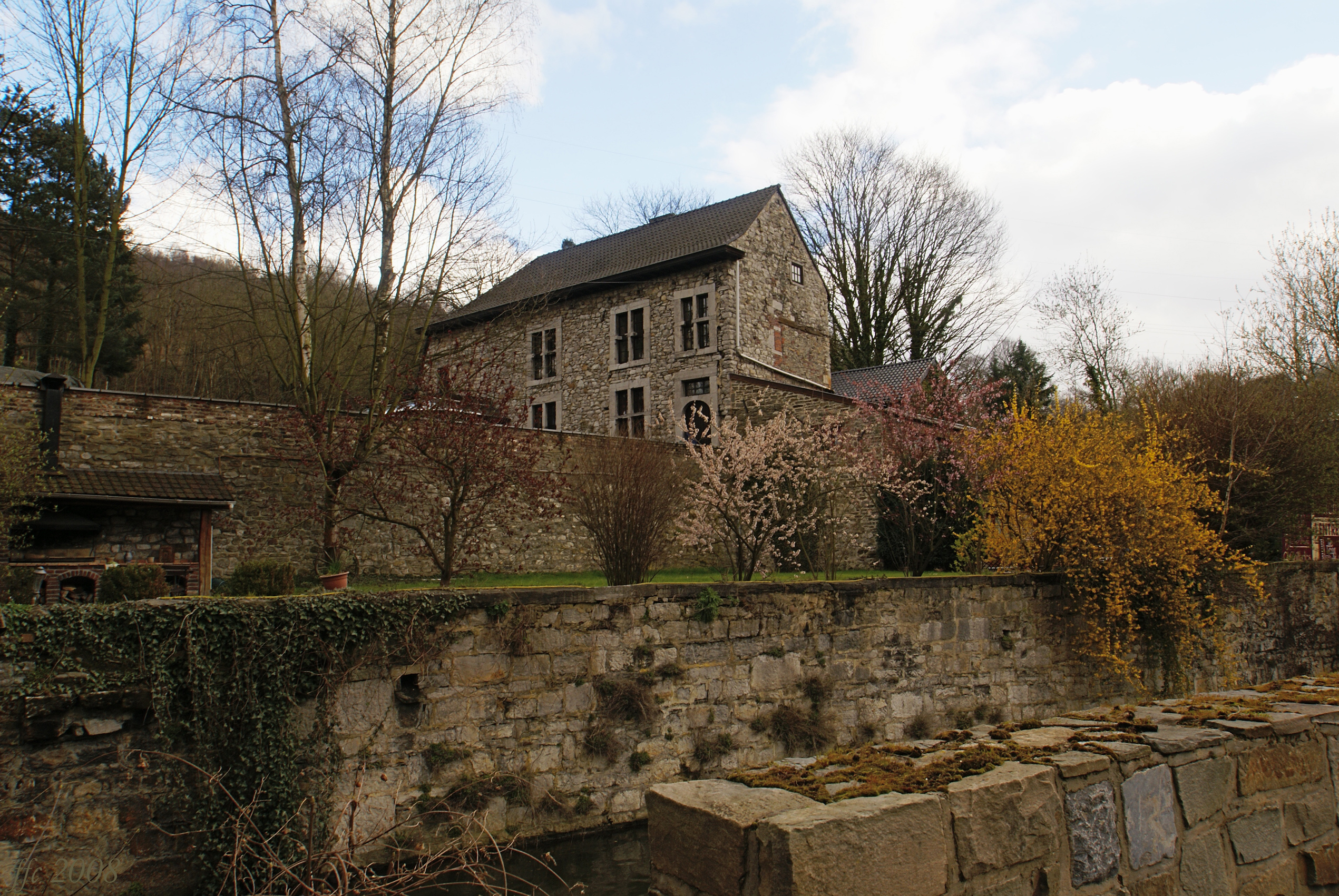
Hauster.
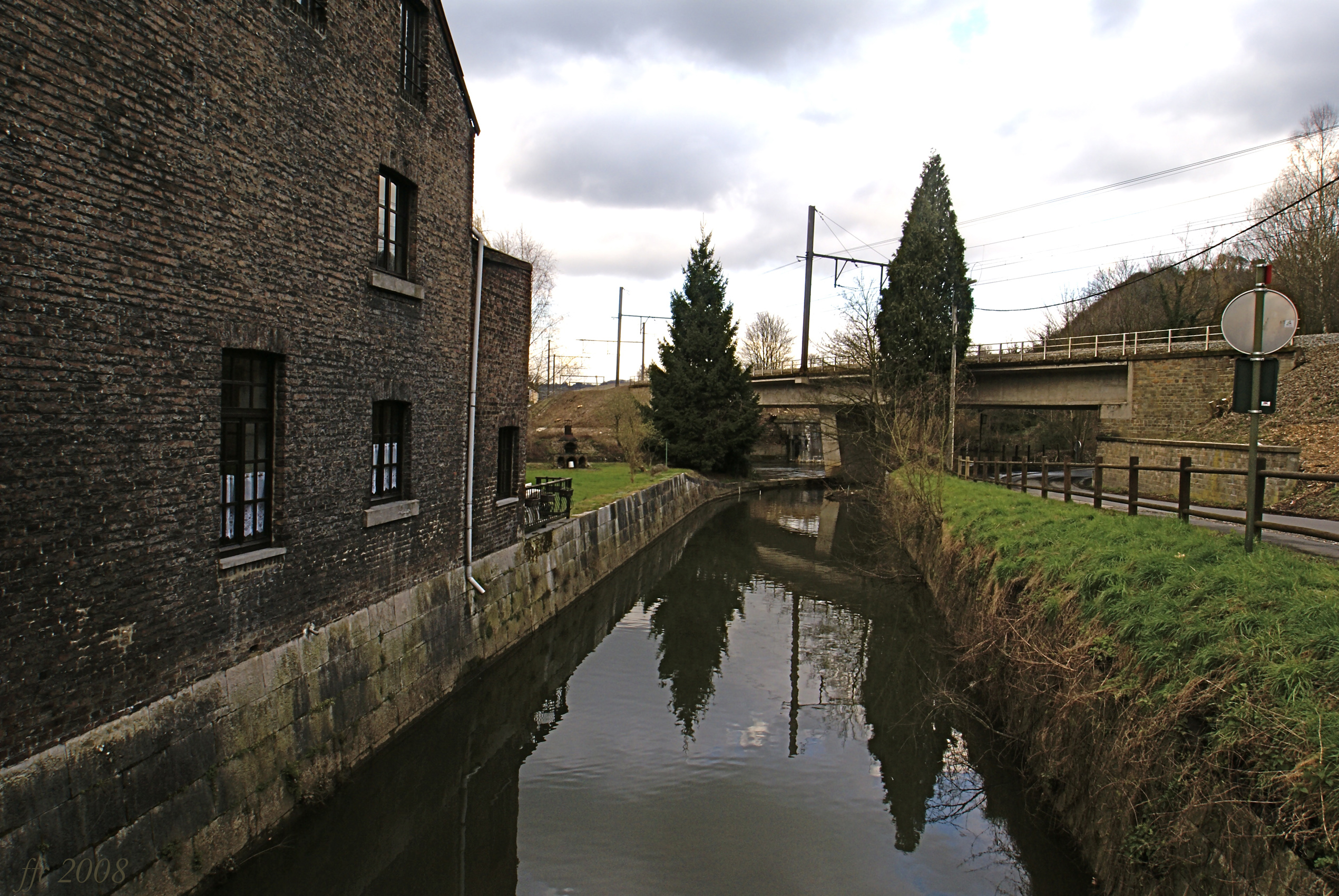
La rivière d'Hauster.
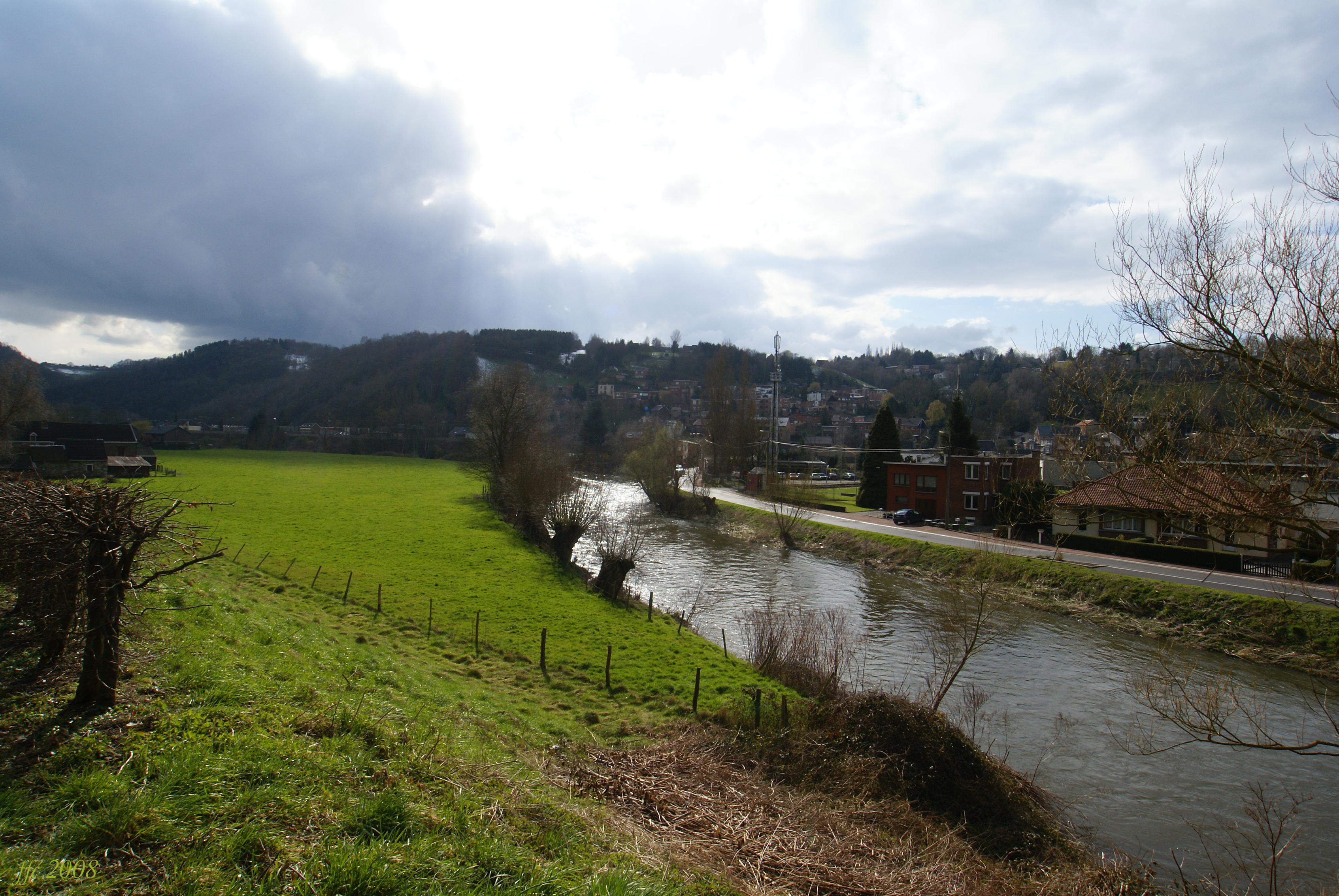
La Vesdre entre Vaux et Hauster.
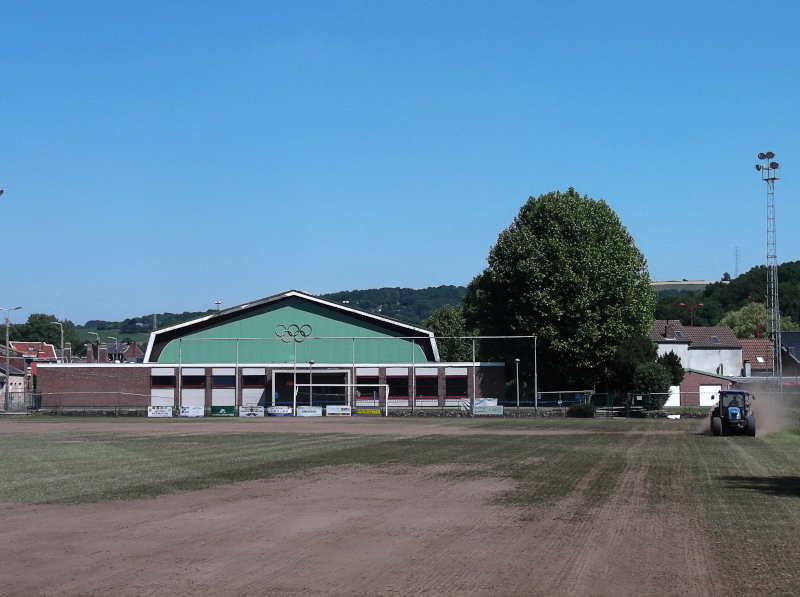
Hall omnisports en juin 2017.

## Sports et vie associative

### Sports
- La commune de Vaux est connue pour son club de Football Le Royal Albert Club Chêvremontois aujourd'hui disparu et son club de tennis de table La palette valcaprimontoise ; Tous les deux sont ou ont été présidés par Henry David.